# Джайсалмер
Джайсалмер — город посредине Великой индийской пустыни (штат Раджастхан). Центр одноимённого округа. Через него проходят пересекающие пустыню караваны. Сразу за городом начинается национальный парк Пустыня. Население 58 тыс. жителей (2001).
Золотой век Джайсалмера выпал на XII век, когда раджпутский махараджа Равал Джайсал основал на самом высоком месте в округе крепость, ставшую резиденцией его преемников. Благополучие Джайсалмера подошло к концу в начале XIV века, когда его разорил делийский султан. Впоследствии (до 1818 г.) им управляли принцы дома Великих Моголов.
Невзирая на живописность застройки из жёлто-коричневого песчаника, Джайсалмер в силу своей удалённости от центров цивилизации редко посещаем туристами. До сих пор твердыня махараджи остаётся домом для четверти горожан. Помимо дворца, внутри крепостных стен стоят старинные джайнские храмы и хранилище санскритских и пракритских рукописей.
Знаменитый индийский режиссёр Сатьяджит Рей был настолько заворожён красотой Джайсалмера, что поместил в нём действие своего детективного романа, экранизированного в 1974 году под названием «Золотая крепость».

## Климат
| Показатель              | Янв. | Фев. | Март | Апр. | Май  | Июнь | Июль | Авг. | Сен. | Окт. | Нояб. | Дек. | Год   |
| ----------------------- | ---- | ---- | ---- | ---- | ---- | ---- | ---- | ---- | ---- | ---- | ----- | ---- | ----- |
| Средний максимум, °C    | 23,7 | 27,1 | 32,6 | 38,2 | 41,6 | 40,8 | 37,7 | 36,0 | 36,4 | 36,1 | 31,0  | 25,5 | 33,9  |
| Средняя температура, °C | 15,7 | 18,8 | 24,5 | 30,0 | 33,6 | 33,9 | 32,1 | 30,7 | 30,3 | 28,2 | 22,2  | 18,0 | 26,4  |
| Средний минимум, °C     | 7,6  | 10,5 | 16,4 | 21,9 | 25,6 | 27,0 | 26,5 | 25,4 | 24,2 | 20,2 | 13,4  | 8,5  | 18,9  |
| Норма осадков, мм       | 1,5  | 3,0  | 2,7  | 21,0 | 8,9  | 15,1 | 60,1 | 75,8 | 17,6 | 2,4  | 1,5   | 2,4  | 212,0 |
| Источник:               |      |      |      |      |      |      |      |      |      |      |       |      |       |

## Топоним
Джайсалмер назван в честь Махаравала Джайсала Сингха, короля Раджпута в 1156 году. «Джайсалмер» означает «Горная крепость Джайсала». Джайсалмер иногда называют «Золотым Городом», из-за жёлтых песков и жёлтого песчаника, который использовался в архитектуре города.

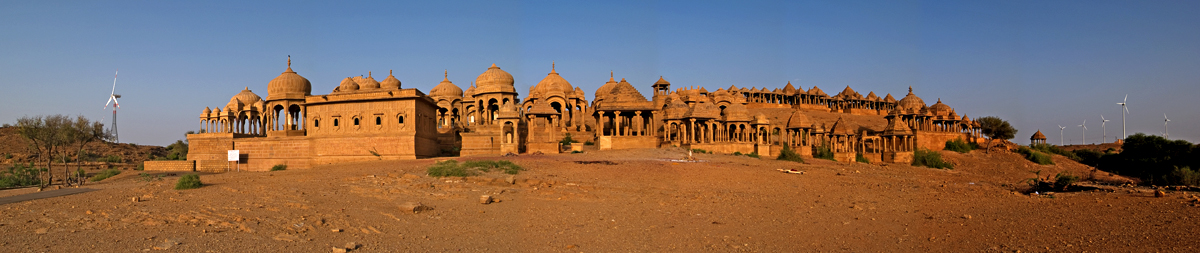
Заброшенный сад со средневековыми чатри (кенотафами) в окрестностях Джайсалмера (XVII - XX века).

## Галерея

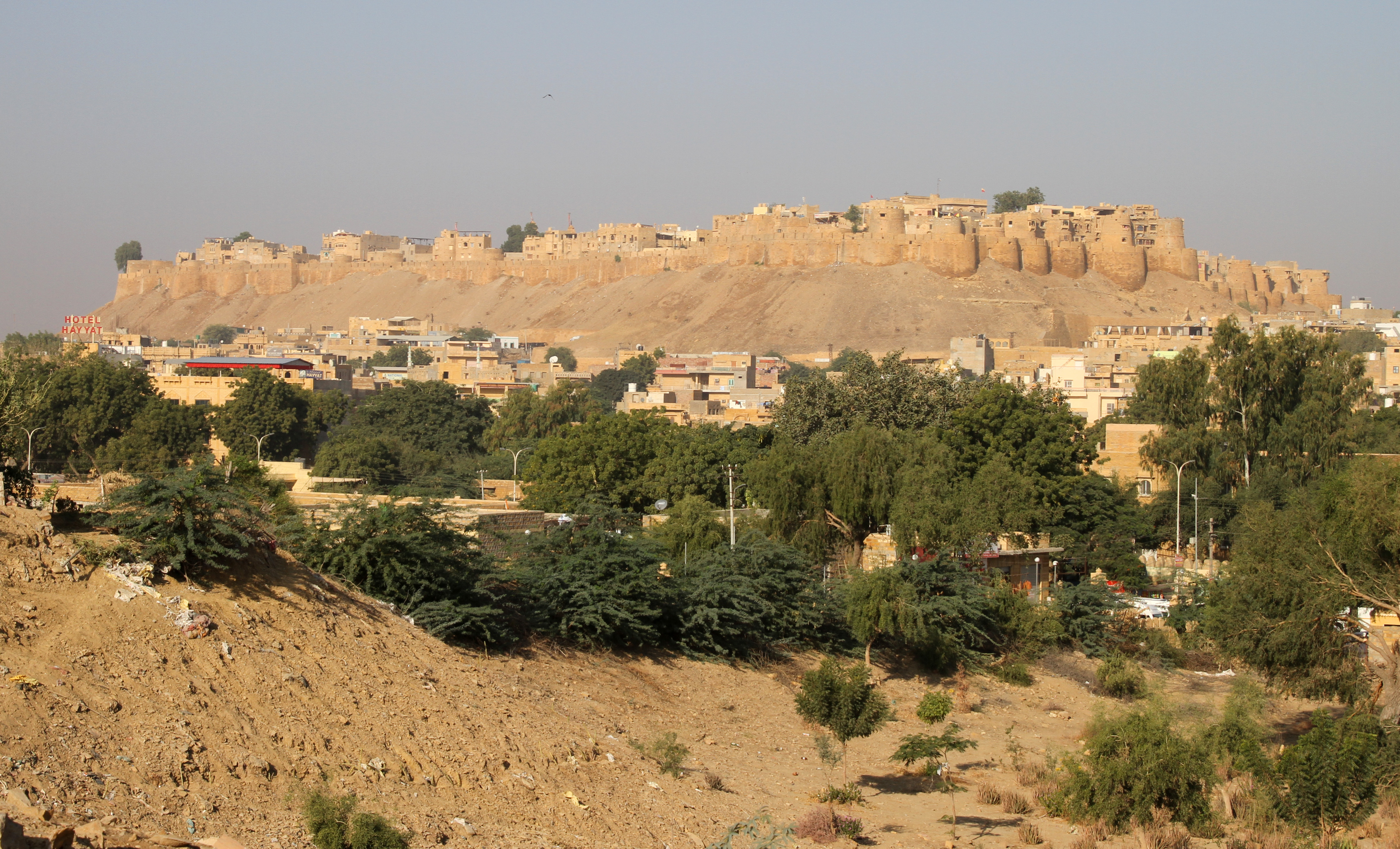
Джайсалмер Форт
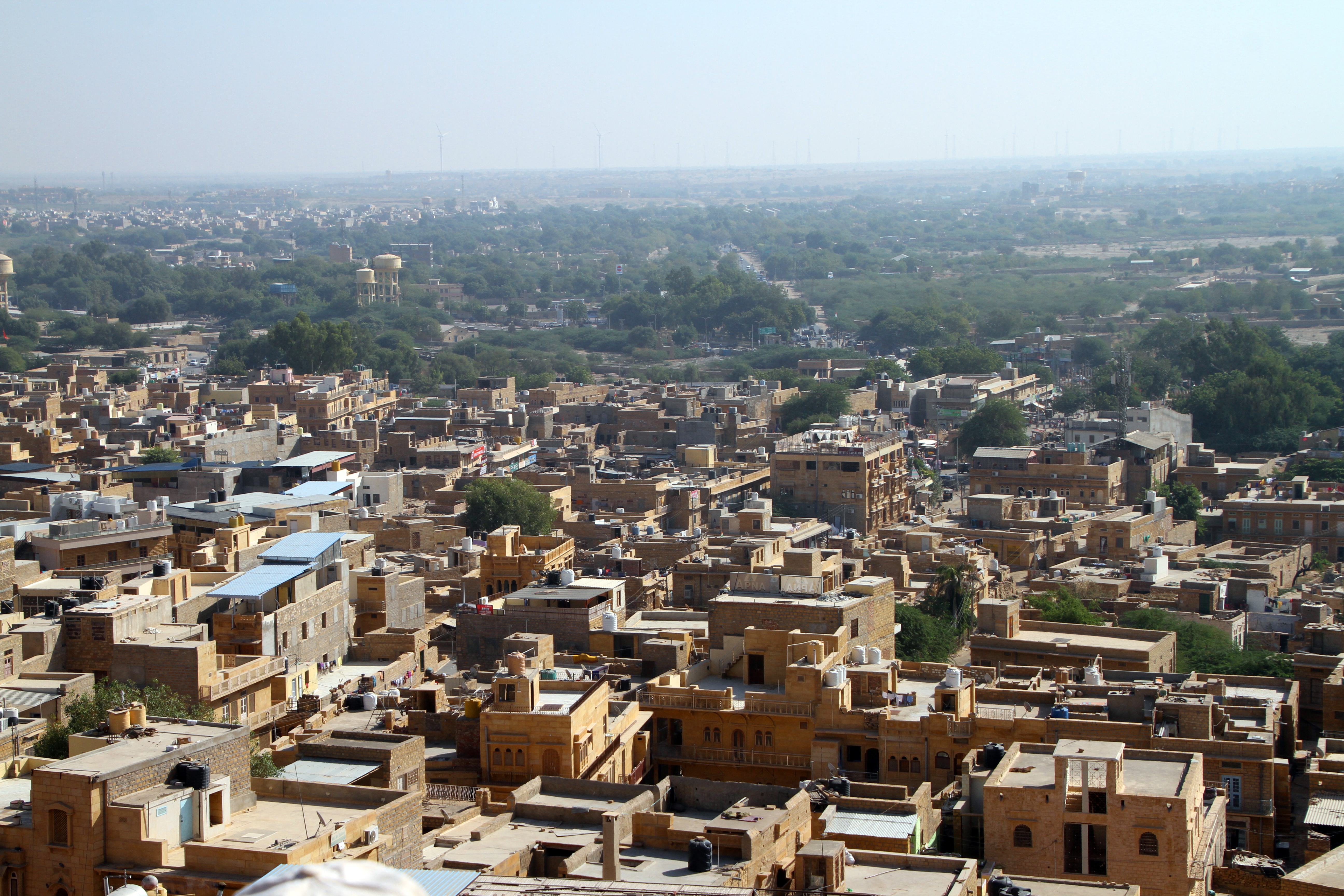
Вид с форта Джайсалмер
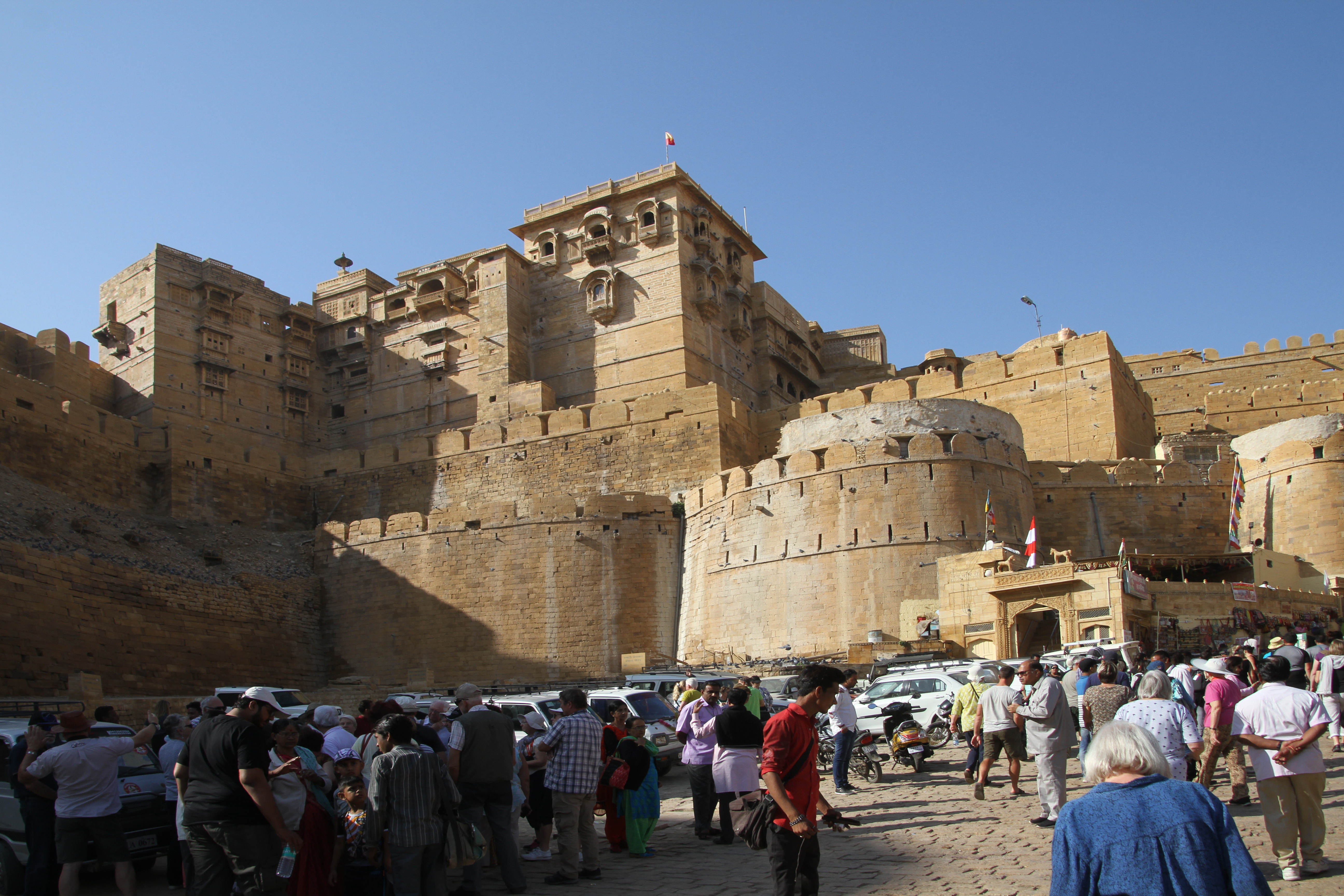
Ворота у Форта Джайсалмер
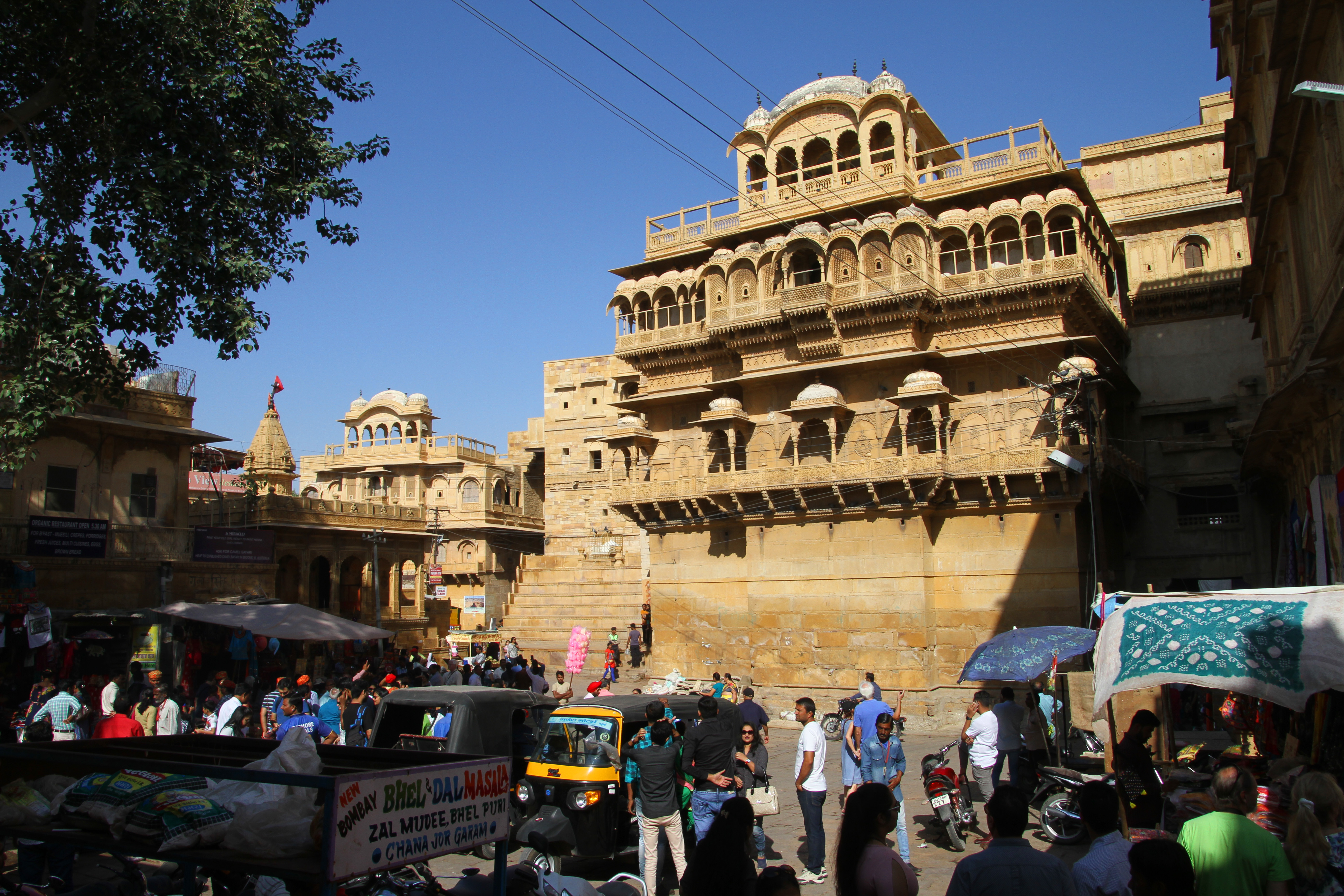
Форт-палац
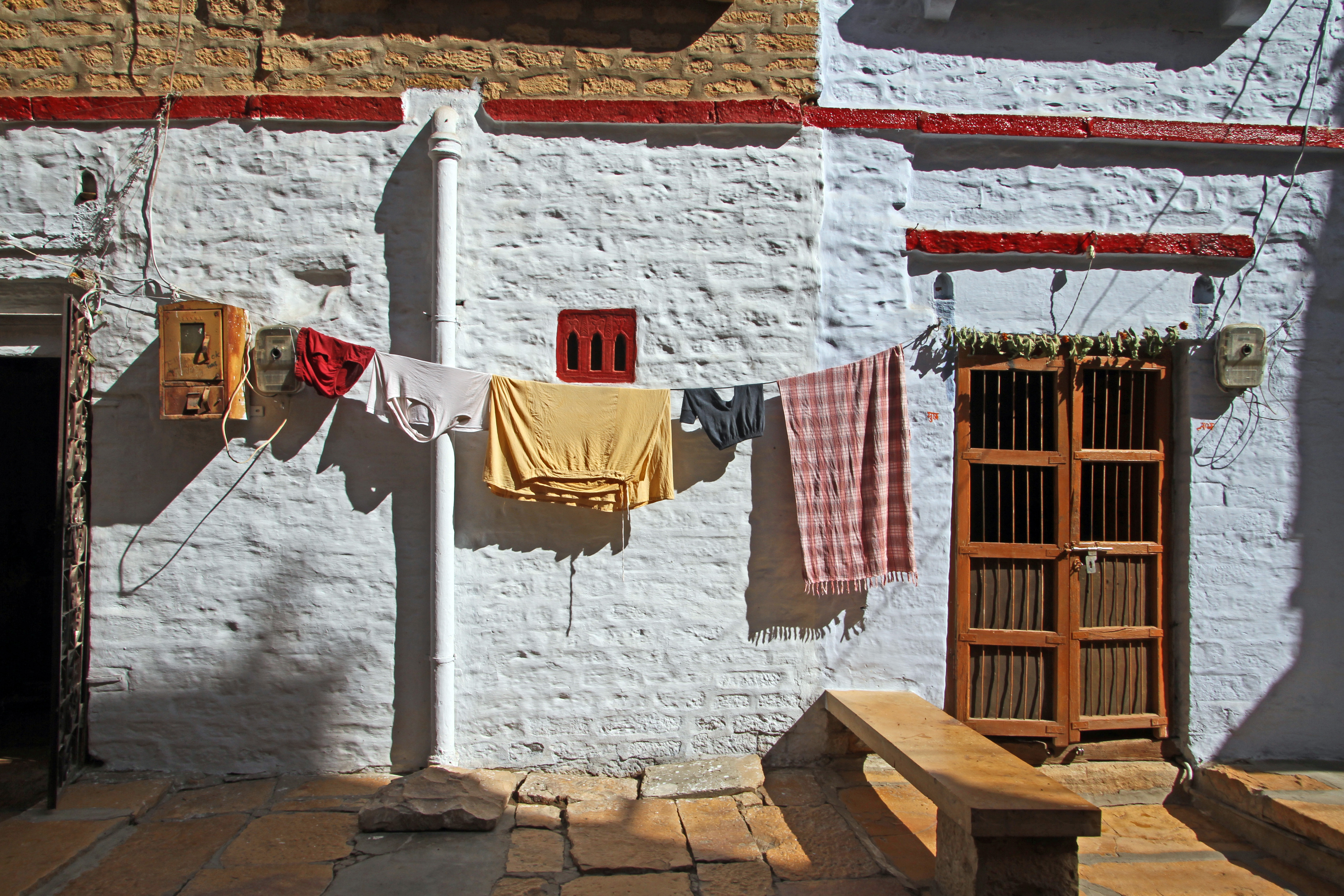
Старый город
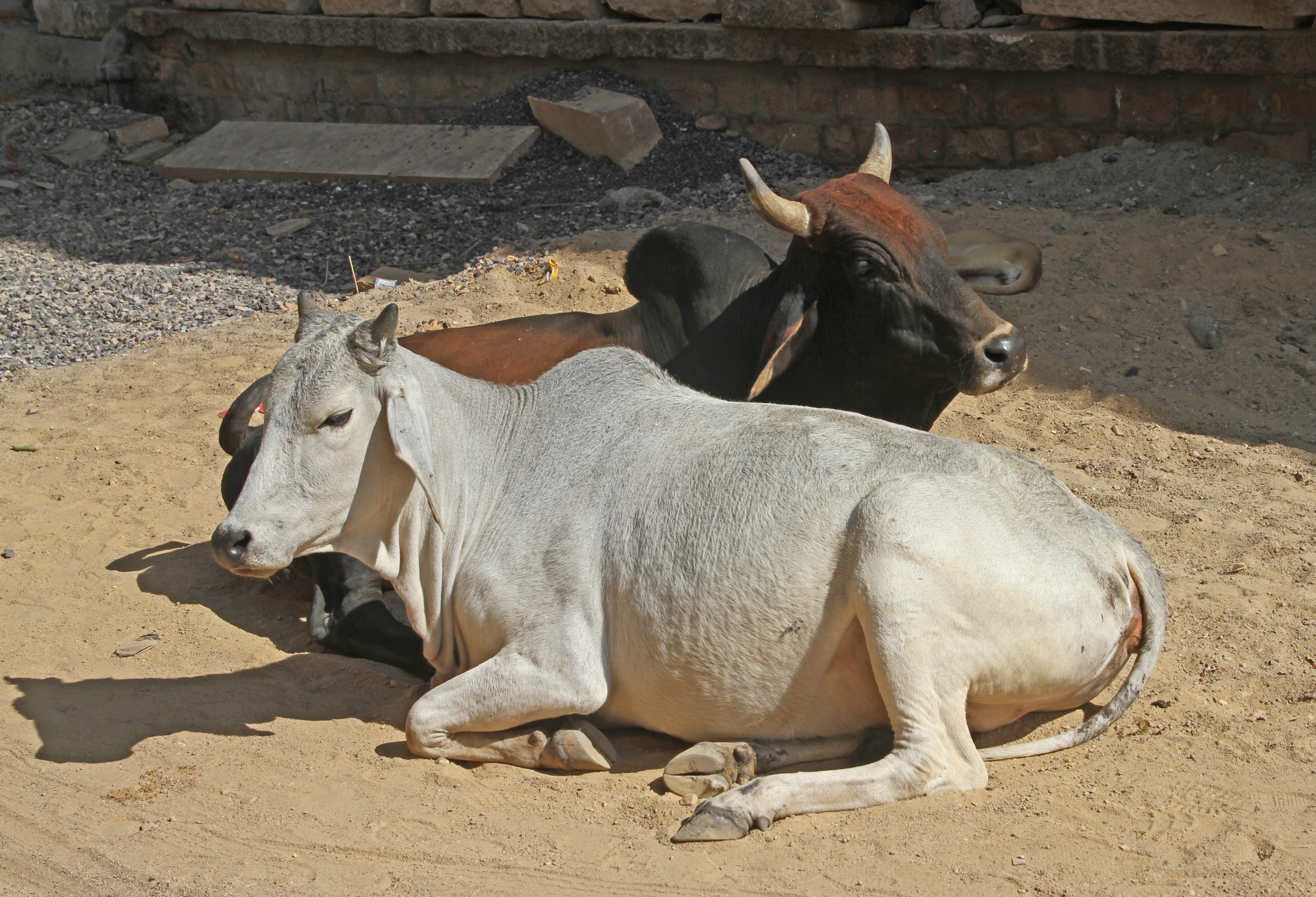
Святые коровы
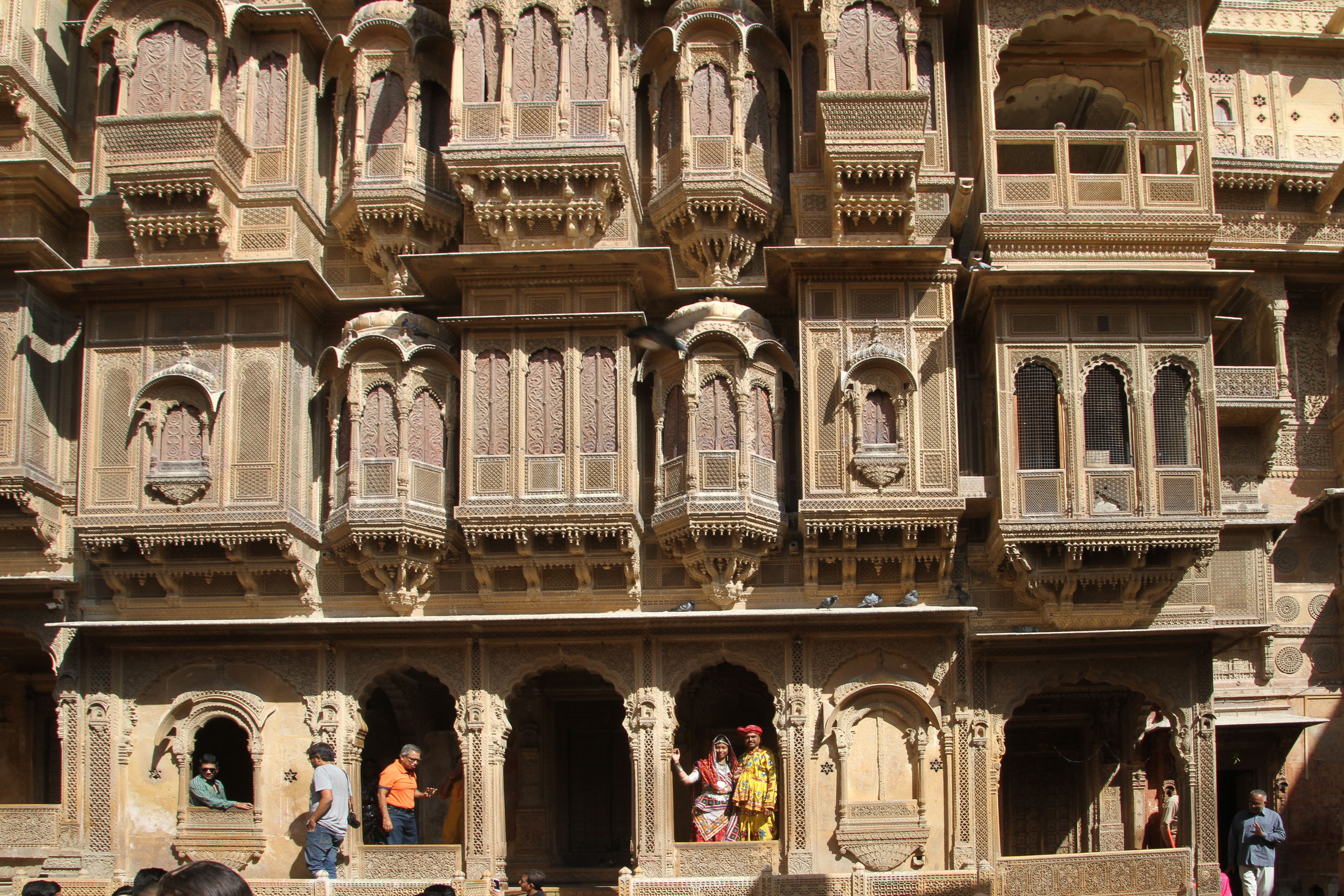
Патвон Гі хавели
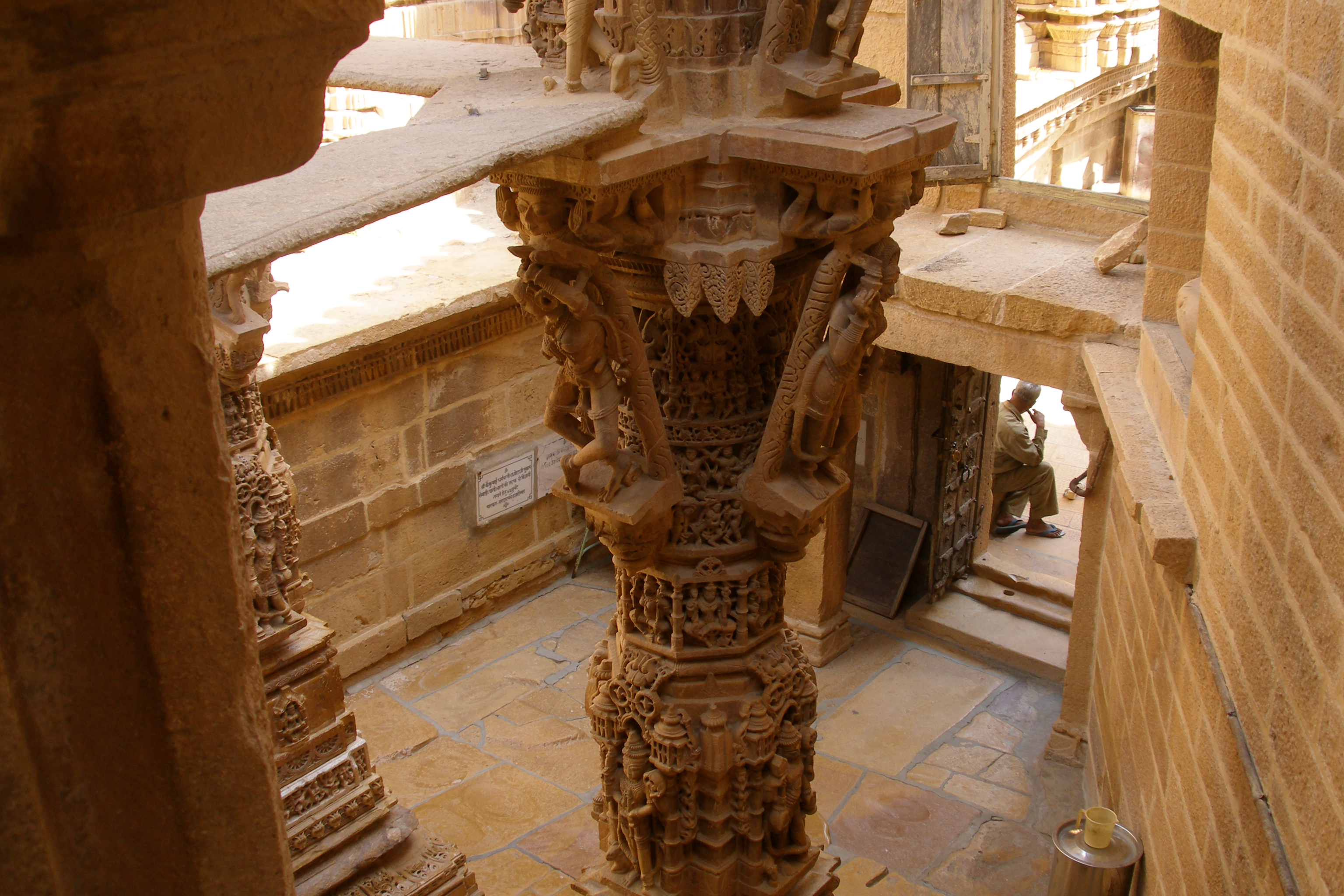
Джайнистский храм в форте
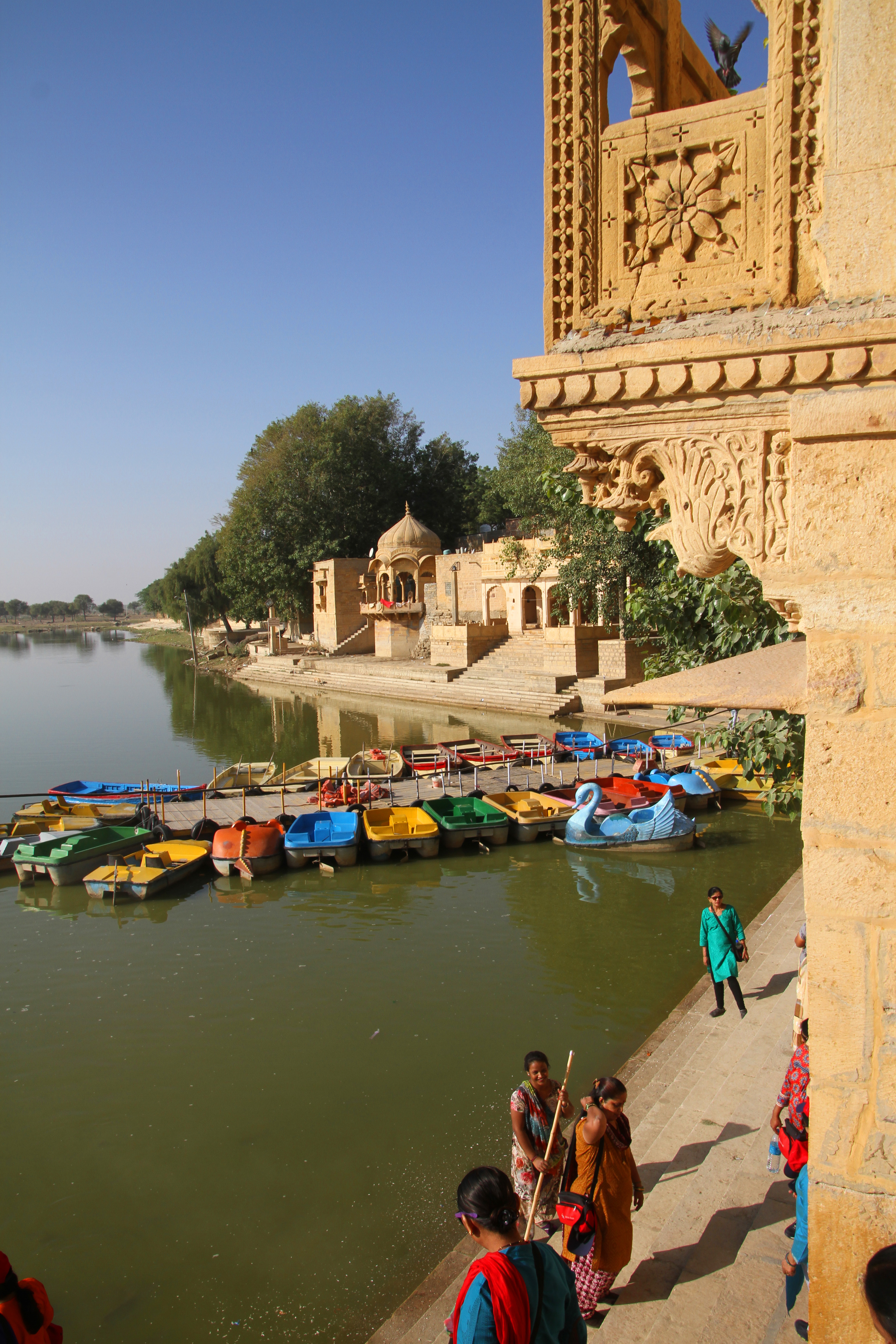
Озеро Гадсисар
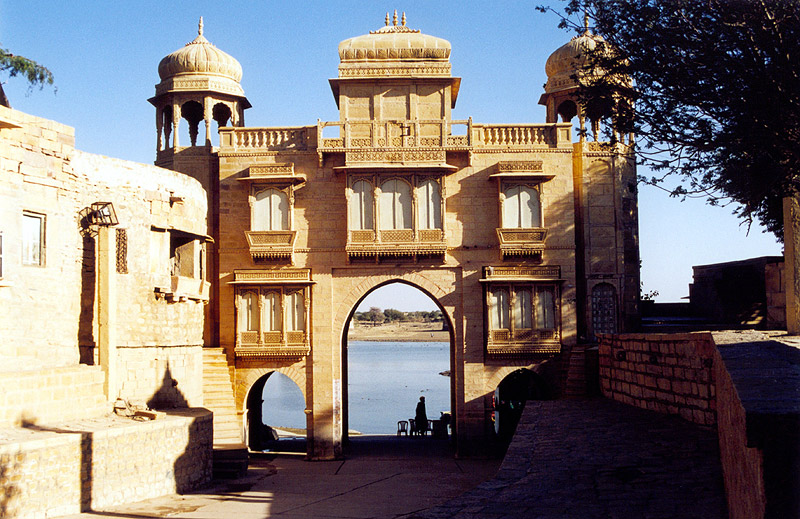
Арка рядом с фортом